# Horst Reiter
Horst Reiter (* vor 1991 in Ravensburg) ist ein deutscher Filmeditor.
Zunächst studierte Reiter Sozialwesen in Freiburg. Seit 1991 ist er freiberuflich als Editor im Fernseh-, Film- und Werbebereich tätig. Sein Schaffen ihm Bereich Filmschnitt umfasst mehr als 40 Film- und Fernsehproduktionen.

## Filmografie (Auswahl)
- 2000: Marmor, Stein & Eisen
- 2001: Mondscheintarif
- 2002: Zimmer der Angst
- 2004: Prinzessin macht blau
- 2005: Oktoberfest
- 2005: Plötzlich berühmt
- 2006: Der Räuber Hotzenplotz
- 2008: Die Sache mit dem Glück
- 2009: Mitte Ende August
- 2009: Ayla
- 2009: Schutzlos
- 2010: Tatort: Die Unmöglichkeit, sich den Tod vorzustellen
- 2010: Hanni & Nanni
- 2011: Das dunkle Nest
- 2011: Und dennoch lieben wir
- 2012: Kaddisch für einen Freund
- 2012: Ausgerechnet Sibirien
- 2012: Frisch gepresst
- 2013: Blutgeld
- 2013–2020: Polizeiruf 110 (Fernsehreihe)
  - 2013:  Zwischen den Welten
  - 2016:  Endstation
  - 2017:  Einer für alle
  - 2018:  Starke Schultern
  - 2019:  Mörderische Dorfgemeinschaft
  - 2020:  Totes Rennen
- 2014: Kommissar Dupin (Fernsehreihe)
  - Bretonische Verhältnisse
  - Bretonische Brandung
- 2014: Die Lichtenbergs – zwei Brüder, drei Frauen und jede Menge Zoff
- 2015–2020: Schwarzach 23 (Filmreihe)
  - 2015: Schwarzach 23 und die Hand des Todes
  - 2016: Schwarzach 23 und die Jagd nach dem Mordsfinger
  - 2018: Schwarzach 23 und der Schädel des Saatans
  - 2020: Schwarzach 23 und das mörderische Ich
- 2016: Mutter reicht’s jetzt
- 2018: In Wahrheit: Jette ist tot
- 2018: Extraklasse
- 2019: Tatort: Spieglein, Spieglein
- 2020: Pohlmann und die Zeit der Wünsche (Fernsehfilm)
- 2021: Extraklasse 2+ (Fernsehfilm)
- 2021: Mutter, Kutter, Kind (Fernsehfilm)
- 2021–2022: Das Quartett (Fernsehreihe)
  - 2021:  Die Tote vom Balkon
  - 2022:  Dunkle Helden
- 2022: Der Usedom-Krimi (Fernsehreihe)
  -  Gute Nachrichten
  -  Schneewittchen
- ab 2022: Der Irland-Krimi (Fernsehreihe)
  - 2022:  Familienbande
  - 2023: Blackout
  - 2023: Mond über Galway